# University of London Institute in Paris
University of London Institute v Paris (neboli ULIP, francouzsky Institut de l'université de Londres à Paris) je pobočka Londýnské univerzity v Paříži. Jedná se o jedinou veřejnou britskou fakultu v kontinentální Evropě.

## Historie
Ústav byl založen v roce 1894 pod názvem Guilde anglo-française (Anglo-francouzský spolek) s pomocí britského velvyslance ve Francii lorda Dufferina. Krátce po první světové válce se z něj stal Institut britannique (Britský institut).
V roce 1969 byl ústav odpojen od filozofické fakulty Pařížské univerzity a připojen k Londýnské univerzitě. Svůj současný název získal v roce 2005.
Spolu s British Council of Paris sídlí na Esplanade des Invalides (9-11 rue de Constantine) v 7. obvodu.

## Vzdělávání
Institut se ve svém počátku zaměřoval na výuku angličtiny, ale rychle přidal i výuku francouzštiny jako cizího jazyka pro britské studenty.
V červenci 2007 škola uzavřela svou anglickou sekci, která připravovala na Cambridgeské zkoušky a nabízela různé pokročilé kurzy angličtiny.
Dnes ústav poskytuje pouze kurzy francouzštiny, francouzské literatury a civilizace a "pařížská studia" zakončené tituly Bakalář umění a Masters of Arts platnými ve Spojeném království.